# Imeria cephalotes
Imeria cephalotes är en stekelart som först beskrevs av William Harris Ashmead 1905.  Imeria cephalotes ingår i släktet Imeria och familjen brokparasitsteklar. Inga underarter finns listade i Catalogue of Life.